# Prunum roscidum
Prunum roscidum is een slakkensoort uit de familie van de Marginellidae. De wetenschappelijke naam van de soort is voor het eerst geldig gepubliceerd in 1860 door Redfield.